# ОШ „Свети Сава” Бор
Основна школа „Свети Сава“ Бор је једна од десет основних школа у борској општини. Школа је са радом почела 30. априла 1970. године када је отворена четврта по реду основна школа која се у периоду 1970–1991. године звала О.Ш. „29. новембар“, а од 1991. године мења име у ОШ „Свети Сава“ Бор.

## Историјат
Прве године рада школа је имала 31. наставника и 847 ученика, распоређених у 20 одељења матичне школе и 6 одељења подручних школа у Доњој Белој Реци, Луки и Танди. 
Школа се налазила у бившим просторијама гимназије. У истој згради радило је пет школа, што је отежавало одржавање квалитетне наставе. У току године извршена је адаптација хола, намењена ученицима и библиотека. У то време није постојала фискултурна сала те су се часови физчког васпитања одржавали у дворишту школе или у преграђеном ходнику када су временски услови били лоши.
Дана 2. октобра 1982.године обновљена је школска зграда у коју је ишло око 2000 ученика следећих основних школа: Специјална школа „25 мај“, ОШ „29. новембар“ и ОШ „Бранко Радичевић“. Зграда је имала површину од 6.500м2 у којој су били смештени 31 кабинет, 51 учионица и две фискултурне сале. За поправку и проширење зграде уложено је 60 милиона динара. 
У првим годинама рада школа је имала запажене резултате.

## Активности
Школа има преко 430 ученика и 27 одељења. Настава се одвија у две смене. Ученици школе постижу добре резултате на такмичењима, почев од општинског преко републичког нивоа. Дан школе се прославља 27. јануара пригодним свечаним активностима.
Једна од активности, сада већ традиционално, је расписивање конкурса за ликовне и литералне радове. Школа организује хуманитарне акције у прикупљању одеће, уџбеника, обуће… за своје ученике. 
Часопис „Ђачки универзитет“ је пројекат школе и историјске секције. Први број часописа је објављен 2003.године. Штампа се два пута годишње, први излази у јануару у част обележавања Светог Саве, а други у мају, поводом спаљивања моштију Светог Саве. До сада је објављено 14 бројева, 15. је у припреми.
Школа има продужени боравак за ученике првог и другог разреда са циљем да оспособи ученике за самостално учење и израду домаћих задатака.

## Кадрови
Школа броји 49 запослених, од чега су 34 проферосри, а 15 наставници. Међу њима су и стручни сарадници, педагог и социјални радник. Стручни кадар школе редовно посећује стручне семинаре у циљу даљег усавршавања. У предходне три године доквалификовано је 50% наставника разредне наставе и 2 наставника предметне наставе.

## Опрема
Школа поседује 25 учионица, радионицу и библиотеку. Заједно са О.Ш. „Бранко Радичевић“ користи се фискултурна сала и спортски терени. Са О.Ш. „Видовдан“ се користи кухиња и трпезарија, као и зубна ординација.
О.Ш. „Свети Сава“ поседује 8 рачунара, лаптоп, ласерски штампач, камеру, скенер, дијапројектор, епископ…
Материјалне трошкове финансира Скупштина општине Бор, а буџетске финансира Министарство просвете и спорта Републике Србије. Школа сарађује са Друштвом младих истраживача, туристичким агенцијама, локалним медијима, Савезом извиђача, Друштвом за интеграцију Рома, Центром за социјални рад, Црвеним крстом другима.
Кабинет историјске наставе опремљен је следећим експонатима: нумизматичка збирка, минеролошка збирка, фотографије старог Бора, примерци оружја из Балканског, Првог и Другог светског рата, етнолошка збирка, мини историјска библиотека. У кабинету се налази пројектор, фото апарат, 2 рачунара, скенер и штампач. 
Школа има опремљену медијатеку и обучене наставнике за њено коришћење, у којој изводе  наставу.

## Такмичења
- 1995.год. - II место на републичком такмичењу основних школа Србије „Живот и дело Светог Саве“ одржаном у Пријепољу
- 2000.год. - I место на републичком полуфиналу из историје одржаном у Бору на тему „Свети Сава и 2000 година хришћанства“
- 2003.год. - I место на Олимпијским играма ученика основних школа Републике Србије.